# Rose Troche
Rose Troche (f1964) amerikansk regissör har bland annat regisserat filmerna Go Fish (1994) och Bedrooms and Hallways (1998).